# بینالود
قلهٔ بینالود، مشهور به بام خراسان، یکی از بلندترین قله‌ها در استان خراسان رضوی به بلندی ۳۲۱۱ متر است که در ۲۶ کیلومتری شمال شرق نیشابور و در غرب مشهد قرار دارد.
این قله در رشته‌کوه بینالود واقع است و تا پیش از اندازه گیری دقیق ارتفاعات منطقه به عنوان بلندترین قله سه استان خراسان شناخته می شد. قله بینالود هم اکنون پس از شیرباد (۳۳۰۰ متر) دومین قله بلند استان به حساب می آید.
قلهٔ بینالود، در میان شهرستان‌های نیشابور، مشهد، گلبهار و شهرستان بینالود قرار داشته و دهستان بینالود در دامنه جنوبی آن واقع است. از دیگر قلل مرتفع رشته‌کوه بینالود می‌توان به شیرباد (حدود ۳۳۰۰ متر)، زرگران (حدود ۳۱۰۰ متر) فلسکه (۳٬۱۰۰ متر) و قوچگر (۳٬۰۵۰ متر) اشاره کرد.
قلهٔ بینالود از سنگ‌های دگرگون‌شده مربوط به دوران ژوراسیک - تریاس تشکیل شده‌است.
آبریزهای جنوبی بینالود، عمدتاً به کال شور و آبریزهای شمالی این کوهستان، به کشف‌رود می‌ریزند

## مسیرهای صعود
صعود کوهنوردان به قلهٔ بینالود، عموماً از دو جبههٔ شمالی و جنوبی انجام می‌شود.
1. جبهه شمالی: که شامل یال فریزی، دره سیب و جان‌پناه ایمانی و جان‌پناه مدرس است و مبدأ آن روستای فریزی از توابع شهرستان گلبهار است.
2. جبهه جنوبی: از روستای صومعه در ۲۰ کیلومتری نیشابور آغاز شده و از مسیر کتل نردبان و جان‌پناه دو شهید انجام‌پذیر است.[۶][۷]